# Велемичский сельсовет
Велемичский сельсовет (белор. Веляміцкі сельсавет) — административная единица на территории Столинского района Брестской области Беларуси. Административный центр — агрогородок Велемичи.

## История
Сельсовет образован в 1940 г.

## Состав
Велемичский сельсовет включает 4 населённых пункта:
- Велемичи — агрогородок
- Ольпень — деревня
- Старина — деревня
- Турское — деревня